# Characoma ruficirra
Characoma ruficirra är en fjärilsart som beskrevs av George Francis Hampson 1905. Characoma ruficirra ingår i släktet Characoma och familjen trågspinnare. Inga underarter finns listade i Catalogue of Life.